# Pseudalcis trispinaria
Pseudalcis trispinaria är en fjärilsart som beskrevs av Walker 1860. Pseudalcis trispinaria ingår i släktet Pseudalcis och familjen mätare. Inga underarter finns listade i Catalogue of Life.